# Synthliboramphus
Synthliboramphus là một chi chim trong họ Alcidae.